# Adem Kastrati
Adem Kastrati, född 1933, död 2000, var en albansk konstnär.
Adem Kastrati tog examen 1965 vid en skola för figurativ konst i Skopje i Makedonien. Hans verk blev utställda i konstsalonger i det forna Jugoslavien och i västra Europa under 1970- och 1980-talet. I sina verk använde han bruna och gula färger och han förhärligade bylivet i Kosovo med en tydlig albansk symbolism. Hans tidiga verk var igenkännliga, ofta med naivistiska motiv, och omtyckta både i Kosovo och i Albanien.